# 鉄流
鉄流（てつりゅう、ティエリュウ、1933年5月29日 - 2024年9月8日）は、中華人民共和国のジャーナリスト、著作家。本名は黄 沢栄（こう たくえい、フアン・ツーロン）。

## 人物
1933年、中国四川省成都市生まれ。1957年の反右派運動で右派と見なされ投獄された後、1980年に名誉回復され出獄するまで23年間の牢獄生活を送った。2010年に私費で「鉄流新聞基金」を設立し、言論弾圧や人権侵害を受ける記者や作家を支援した。
2014年9月13日、中共中央政治局常委の劉雲山を批判した文章をインターネット上で公開したため、騒動を起こした容疑で連行され、翌9月14日に拘留が決定した。
当初の容疑は騒動を起こした罪であったものの、最終的に検察は拘留容疑とは別件の「自由派知識人が過去を回顧する文章を印刷、郵送したこと」を違法経営の罪として起訴、2015年2月25日、四川省成都市の裁判所は起訴罪状である違法経営罪として、鉄流に懲役2年6か月、執行猶予4年、罰金3万元（約57万円）の判決を下した。
2024年9月8日、成都市の病院にて死去した。91歳没。